# 李灼華
李灼華，安徽霍邱縣人，清朝政治人物、進士出身。
光緒十七年中舉；光緒二十年（1894年），登甲午恩科進士，同年五月，改翰林院庶吉士。光緒二十一年四月，散館，授翰林院編修。光緒二十三年，任國史館協修官。次年，改會試同考官。光緒二十六年，任國史館纂修官。光緒二十八年，任山東道監察御史。